# Raïon de Bilohirsk
Le raïon de Belogorsk (en russe : Белогорский район, en ukrainien : Білогірський район) est une subdivision administrative faisant partie, pour les autorités ukrainiennes, de la république autonome de Crimée, et pour les autorités russes, de la république de Crimée. Son centre administratif est la ville de Belogorsk.

## Patrimoine
La Grotte du soldat dans la réserve naturelle Qarabiy yayla.

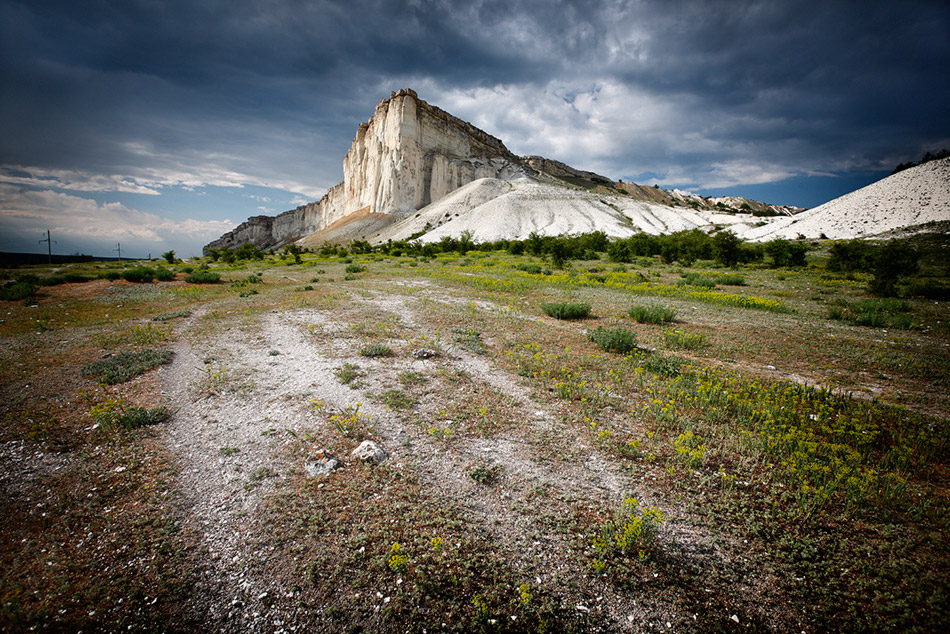
Rocher Aq Qaya à Belogorsk.
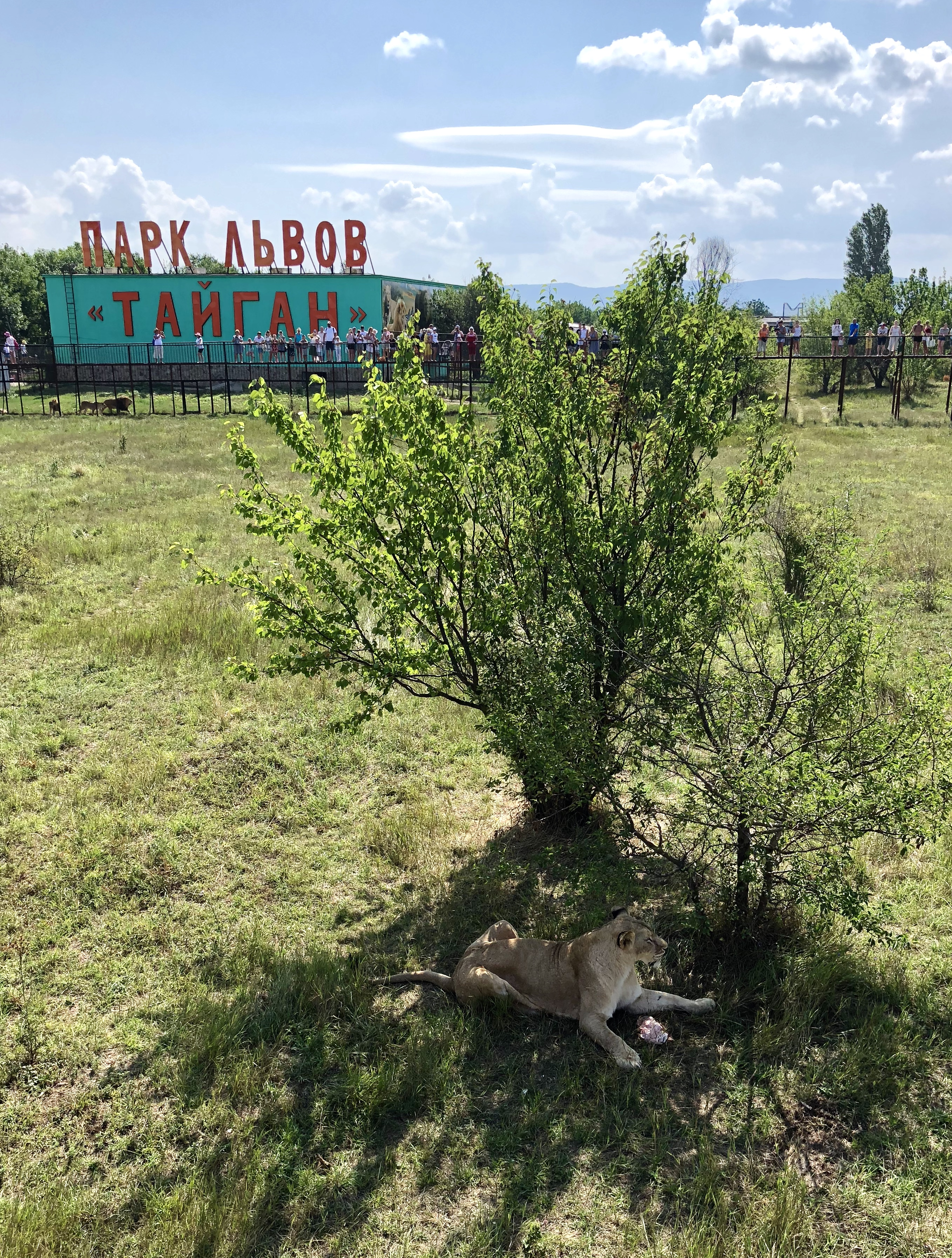
Lion du parc animalier Taïgan.